# ديفيد كيث (مهندس)
ديفيد كيث هو مهندس كندي، ولد في 1963.